# Der Untergang von Númenor
Das Buch Der Untergang von Númenor (engl. „The Fall of Númenor“) stellt die Handlungen und Geschehnisse im Zweiten Zeitalter von Arda dar, wobei ein besonderer Fokus auf der Geschichte von Númenor liegt. Der Inhalt des Buches besteht aus gesammelten und kurz kommentierten Texten aus Der Herr der Ringe, den von Christopher Tolkien herausgegebenen Werken Das Silmarillion, Nachrichten aus Mittelerde und The History of Middle-earth sowie einigen anderen Quellen, wie J. R. R. Tolkien Briefe.

## Inhalt
In der Einleitung des Buches findet sich eine kurze Zusammenfassung des Ersten Zeitalters, gefolgt von einer detaillierten Schilderung des Zweiten Zeitalters. Dabei stellt das Inhaltsverzeichnis die Zeitlinie ebenjenes Zeitalters dar, wie sie in den Anhängen des Herrn der Ringe zu finden ist. Zu jedem Eintrag in dieser Zeitlinie werden gesammelte Texte von J. R. R. Tolkien oder Kommentare von seinem Sohn wiedergegeben. Der längste Teil des Buches ist die Geschichte von Aldarion und Erendis, wie sie bereits in Nachrichten aus Mittelerde enthalten ist.
In den Anhängen ist eine kurze Chronik des Dritten Zeitalters zu finden, gefolgt von den Texten aus Lost Road, die in Bezug auf Númenor stehen.
Das Buch ist farbig illustriert von Alan Lee und enthält mehrere Karten, unter anderem die alte Version der Karte von Mittelerde, auf der Umbar und die Eisbucht von Forochel zu sehen sind, als Faltkarte, sowie kolorierte Karten von Númenor und Mittelerde im Einband.